# Rolf Kristian Larsen
Rolf Kristian Larsen (Stavanger, 18 maggio 1983) è un attore norvegese.

## Filmografia
- Fritt Vilt (2006)
- Mannen som elsket Yngve (2008)
- De Gales hus (2008)
- Fritt Vilt 2 (2008) - non accreditato
- Max Manus (2008)
- Julenatt i Blåfjell (2009)
- Jeg reiser alene (2011)
- Kompani Orheim (2012)
- Kyss meg for faen i helvete (2012)
- Lilyhammer (2013)
- La donna leone (Løvekvinnen), regia di Vibeke Idsøe (2016)